# Бетлеви
Бетлеви (груз. ბეთლევი) — село в Грузии, на территории Амбролаурского муниципалитета края (мхаре) Рача-Лечхуми и Нижняя Сванетия.

## География
Село находится в северной части Грузии, на правом берегу реки Велиула (бассейн Риони), на расстоянии приблизительно 7 километров (по прямой) к юго-востоку от города Амбролаури, административного центра муниципалитета. Абсолютная высота — 1165 метров над уровнем моря.

## Население
По результатам официальной переписи населения 2014 года, в Бетлеви проживало 37 человек (19 мужчин и 18 женщин). В национальной структуре населения грузины составляли 97,3 %, греки – 2,7 %.
| Год  | Население, человек |
| ---- | ------------------ |
| 2002 | 62                 |
| 2014 | ↘ 37               |